# Четвёртое измерение в изобразительном искусстве

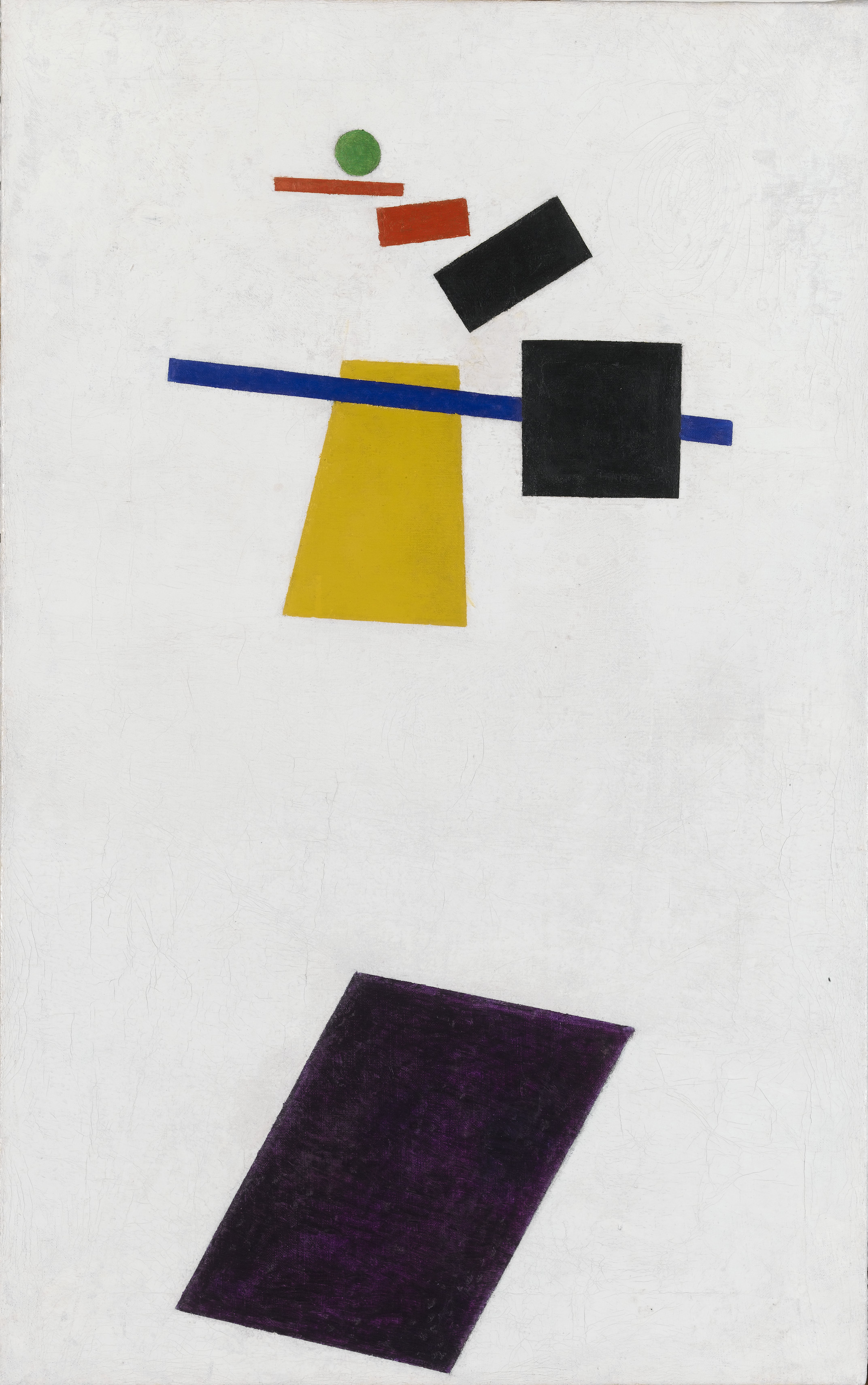
Казимир Малевич. Супрематизм. Футболист в четвёртом измерении (1915 г.)

Концепция четвёртого измерения в изобразительном искусстве оказала значительное влияние на развитие живописи начиная с первой половины XX века.

## История
Экспериментами по использованию новых визуальных средств занялись многие известные художники. Роль перспективы снизилась; например, кубисты (Пикассо, Метценже и другие) в своих картинах часто изображали людей и предметы одновременно в различных ракурсах, тем самым как бы добавляя им измерения (см., например, картину «Авиньонские девицы»). В изобразительном искусстве появились такие модернистские (иногда называемые авангардистскими) направления, как сюрреализм, футуризм, абстракционизм и другие.
Гийом Аполлинер в 1913 году писал.:

Сегодня учёные больше не ограничивают себя тремя измерениями Евклида. И художники, что совершенно естественно (хотя кто-то и скажет, что только благодаря интуиции), привлекли новые возможности пространственных измерений, что на языке современных студий стало называться четвёртым измерением. Существуя в сознании образом пластики предмета, четвёртое измерение зарождается благодаря трём известным измерениям: оно представляет собой необъятность пространства во всех направлениях в каждый данный момент. Это само пространство, само измерение бесконечности; четвёртое измерение одаряет предметы пластичностью.

Для создания своих полотен Пикассо глубоко изучил книгу Эспри Жуфре (Esprit Jouffret) «Элементарный трактат по геометрии четырёх измерений» (1903, в ней подробно описаны гиперкубы, другие сложные многогранники и их двумерные проекции), а также работы Анри Пуанкаре.
Макс Вебер, один из ранних кубистов, написал статью под названием «В четвёртом измерении с точки зрения пластики», в ней Вебер заявляет, «в пластике, я считаю, существует четвёртое измерение, которое может быть описано как осознание громадного, всеподавляющего ощущения пространства во всех направлениях одновременно, и оно приходит в мир с помощью трёх обычных измерений».
Поиском новых средств занимался сюрреалист Марсель Дюшан, хорошо знакомый с многомерной математикой и методами её визуализации. Среди наиболее характерных образцов его творчества — картины «Обнажённая на лестнице, № 2» и «Большое стекло». Аналогичные мотивы прослеживаются у футуристов, супрематистов (работы Малевича этого периода напоминают плоские сечения объектов из высших измерений) и сюрреалистов.
Русский художник Михаил Матюшин с середины 1910-х годов развивал идею «расширенного смотрения», возникшую под влиянием теории четвёртого измерения математика-теософа Петра Успенского. Вместе со своими учениками Матюшин организовал группу «Зорвед» (от «вЗОР» и «ВЕДать»). Помимо духовного аспекта, теория «расширенного смотрения» включала в себя идею объединения сумеречного (угол зрения до 180 градусов) и дневного (угол зрения около 30—60 градусов) зрения для обогащения впечатлений и знаний о натуре.
В 1936 году в Париже был опубликован «Манифест димензионистов» (от лат. dimensio, размерность), который подписали многие всемирно известные художники, в том числе Ханс Арп, Франсис Пикабиа, Василий Кандинский, Робер Делоне и Марсель Дюшан. Позднее к нему присоединились Ласло Мохой-Надь, Жоан Миро, Давид Какабадзе, Александр Колдер и Бен Николсон.
В 1953 году сюрреалист Сальвадор Дали провозгласил намерение создать «Великую метафизическую картину», его нашумевшее «Распятие, или Гиперкубическое тело» было завершено в следующем году, Картина изображает Иисуса Христа на развёртке гиперкуба (тессеракта). В Метрополитен-музее искусств эта картина характеризуется как «символ духовной победы Христа над телесными ранами». У Сальвадора Дали есть также картина «В поисках четвёртого измерения».
Некоторые из работ Пита Мондриана и его практика «неопластицизма», вероятно, уходит корнями в его представление утопической Вселенной, с перпендикулярами, уходящими в иное измерение.